# Кайнара (річка)
Кайнара — річка в Україні, у Голованівський районі Кіровоградської області, права притока Циганки (правої притоки Ятрані, басейн Південного Бугу).

## Опис
Довжина річки 13,5 км, похил річки — 4,4 м/км. Формується з багатьох безіменних струмків та притоки Свинарки. Площа басейну 119 км².

## Розташування
Бере початок у селищі Голованівськ. Тече переважно на північний схід через Межирічку і у селі Краснопіллі впадає у річку Циганку, праву притоку Ятрані.
Річку перетинає автомобільна дорога Т 2415.